# Dombeya tomentosa
Dombeya tomentosa là một loài thực vật có hoa trong họ Cẩm quỳ. Loài này được Cav. mô tả khoa học đầu tiên năm 1787.